# Madoce condecoralis
Madoce condecoralis là một loài bướm đêm trong họ Erebidae.